# Odostomia avellana
Odostomia avellana är en snäckart som beskrevs av Carpenter 1864. Odostomia avellana ingår i släktet Odostomia och familjen Pyramidellidae. Inga underarter finns listade i Catalogue of Life.